# Ligne Wenhu
 (décembre 2019).
Si vous disposez d'ouvrages ou d'articles de référence ou si vous connaissez des sites web de qualité traitant du thème abordé ici, merci de compléter l'article en donnant les références utiles à sa vérifiabilité et en les liant à la section « Notes et références ».
La Ligne Wenhu (chinois : 文湖線, anglais : Wenhu Line) ou Ligne Marron (code BR) est une ligne de métro à Taïpei opérée par Taipei Metro, nommée d'après les districts qu'elle connecte : Wenshan et Neihu. C'est une ligne automatique de capacité intermédiaire roulant sur pneumatique longue de 25,1 kilomètres, desservant un total de 24 stations réparties à travers 7 districts de Taïpei, parmi lesquelles 22 sont surélevées et 2 sont souterraines.
La section Wenshan est mise en service le 28 mars 1996, sous le nom de ligne Muzha. La section Neihu est mise en service le 4 juillet 2009. La ligne Wenhu était à l'origine appelée la ligne Muzha-Neihu, et surnommée la ligne Zhalu avant le 8 octobre 2009. Elle est la première ligne de métro à avoir été construite à Taïpei.

## Histoire
La construction de la ligne Muzha (première section de la ligne Wenhu) débute en décembre 1988, au coût budgétisé de 42,6 milliards de dollars taïwanais. Elle a souffert de nombreuses controverses, dépassements de budget et problèmes techniques, depuis le lancement du projet jusqu’à plusieurs années après son ouverture au public. À l’origine destinée à ouvrir en décembre 1991, son inauguration a été constamment repoussée jusqu’au 28 mars 1996 pour causes de nombreux incidents. La confiance du public a été ébranlée par des problèmes de signalisation, des pannes informatiques, deux déraillements de matériel roulant et des incendies, tous advenus au cours de la phase d'essai. En 1999, des fissures sont signalées sur des piliers, forçant la ligne à être temporairement fermée.
Un des principaux fournisseurs, Matra, qui était chargé de la construction du matériel roulant VAL 256 et du système électrique, a poursuivi le Department of Rapid Transit Systems du gouvernorat de Taipei pour dépassement de coûts, arguant que ce dernier n’avait pas fourni les infrastructures adéquates pour construire la ligne. En conséquence, l’entreprise s’est retirée de l’exploitation de la ligne en 1994. Chen Shui Bian, alors maire de Taïpei, déclare que les travaux se poursuivront malgré le retrait de Matra, en disant la phrase devenue célèbre « 馬特拉不拉，我們自己拉 » (« Si Matra ne le fait pas, faisons-le nous-mêmes »). Après une bataille judiciaire longue de 12 ans, en 2005, Matra a reçu 1,6 milliard de dollars taïwanais (environ 50 millions de dollars américains) de dommages et intérêts par la Cour Suprême de la République de Chine.
Le ligne Muzha commence son service avec deux voitures VAL 256 couplées ensemble. L’augmentation de la fréquentation du réseau a finalement conduit à une exploitation de quatre voitures. L’ouverture de la télécabine de Maokong en 2007 a provoqué une hausse du nombre de passagers, voyageant jusqu’au zoo de Taipei.
La ligne Muzha est fusionné à la ligne Neihu, qui ouvre au public en juillet 2009 et permet de relier le district de Neihu et l’aéroport de Taipei Songshan. Comme un nouveau constructeur, Bombardier, a été choisi pour fournir le matériel roulant Innovia APM 256 et le système de signalisation de la nouvelle ligne, l’intégralité de la ligne Muzha a dû être convertie au système Communication based train control (CBTC) CITYFLO 650 afin que l’ancien matériel roulant de Matra et le nouveau de Bombardier puissent coexister. Le 19 décembre 2010, 51 paires de VAL 256 rééquipées sont testées sur l’entièreté de la lige. Après un an d’essai, les trains additionnels diminuent le temps d’attente en heures de pointe, passant de 2 minutes à 72 secondes.
La portion de ligne Neihu a connu de nombreux retards avant son inauguration. Ayant été conçue comme un prolongement de la ligne Muzha, les plans initiaux prévoyaient une ligne de capacité similaire. Cependant, en raison de la croissance du district de Neihu, de nombreux habitants et hommes politiques ont réclamé une ligne souterraine de grande capacité, similaire à la ligne Bannan. Le coût initial de la ligne surélevée était de 42,6 milliards NTD, mais les retards ont fait gonfler la facture jusqu’à environ 60,3 milliards NTD. Un changement vers une ligne souterraine aurait pu conduire à un coût final de 134,4 milliards de NTD. Cependant, le gouvernement a déclaré qu’un nouveau délai était inacceptable et que les travaux devaient se poursuivre suivant les plans déjà définis, sans quoi la ligne ne toucherait pas de subventions. D’autant que les rues étroites et sinueuses de Neihu auraient entravé la réalisation d’une ligne souterraine à grande capacité. Ainsi, c’est une ligne surélevée qui a été construite.
Un important débat s’est concentré sur l’inclusion ou non de l'aéroport de Songshan sur la ligne. Finalement, l’ajout de la station a conduit à la construction de 1,9 km supplémentaire.

## Stations
| Code | Nom anglais                      | Nom chinois  | District            | Temps de trajet entre les stations | Temps d'arrêt à la station | Date d'ouverture | Notes                                     |
| ---- | -------------------------------- | ------------ | ------------------- | ---------------------------------- | -------------------------- | ---------------- | ----------------------------------------- |
| BR01 | Taipei Zoo                       | 動物園       | Wenshan             | n/a                                | n/a                        | 28 mars 1996     | Changement pour la télécabine de Maokong  |
| BR02 | Muzha                            | 木柵         | Wenshan             | 67                                 | 25                         | 28 mars 1996     |                                           |
| BR03 | Wanfang Community                | 萬芳社區     | Wenshan             | 47                                 | 25                         | 28 mars 1996     |                                           |
| BR04 | Wanfang Hospital                 | 萬芳醫院     | Wenshan             | 99                                 | 25                         | 28 mars 1996     |                                           |
| BR05 | Xinhai                           | 辛亥         | Wenshan             | 106                                | 25                         | 28 mars 1996     |                                           |
| BR06 | Linguang                         | 麟光         | Daan, Xinyi         | 124                                | 25                         | 28 mars 1996     |                                           |
| BR07 | Liuzhangli                       | 六張犁       | Daan, Xinyi         | 72                                 | 25                         | 28 mars 1996     |                                           |
| BR08 | Technology Building              | 科技大樓     | Daan                | 122                                | 25                         | 28 mars 1996     |                                           |
| BR09 | Daan                             | 大安         | Daan                | 69                                 | 30                         | 28 mars 1996     | Changement pour la ligne Tamsui-Xinyi     |
| BR10 | Zhongxiao Fuxing                 | 忠孝復興     | Daan                | 67                                 | 45                         | 28 mars 1996     | Changement pour la ligne Bannan           |
| BR11 | Nanjing Fuxing                   | 南京復興     | Zhongshan, Songshan | 86                                 | 30                         | 28 mars 1996     | Changement pour la ligne Songshan-Xindian |
| BR12 | Zhongshan Junior High School     | 中山國中     | Zhongshan, Songshan | 66                                 | 25                         | 28 mars 1996     |                                           |
| BR13 | Songshan Airport                 | 松山機場     | Songshan            | 142                                | 25                         | 4 juillet 2009   |                                           |
| BR14 | Dazhi                            | 大直         | Zhongshan           | 172                                | 25                         | 4 juillet 2009   |                                           |
| BR15 | Jiannan Road                     | 劍南路       | Zhongshan           | 103                                | 25                         | 4 juillet 2009   |                                           |
| BR16 | Xihu                             | 西湖         | Neihu               | 110                                | 25                         | 4 juillet 2009   |                                           |
| BR17 | Gangqian                         | 港墘         | Neihu               | 65                                 | 25                         | 4 juillet 2009   |                                           |
| BR18 | Wende                            | 文德         | Neihu               | 72                                 | 25                         | 4 juillet 2009   |                                           |
| BR19 | Neihu                            | 內湖         | Neihu               | 78                                 | 25                         | 4 juillet 2009   |                                           |
| BR20 | Dahu Park                        | 大湖公園     | Neihu               | 71                                 | 25                         | 4 juillet 2009   |                                           |
| BR21 | Huzhou                           | 葫洲         | Neihu               | 121                                | 25                         | 4 juillet 2009   |                                           |
| BR22 | Donghu                           | 東湖         | Neihu               | 78                                 | 25                         | 4 juillet 2009   |                                           |
| BR23 | Nangang Software Park            | 南港軟體園區 | Nangang             | 85                                 | 25                         | 4 juillet 2009   |                                           |
| BR24 | Taipei Nangang Exhibition Center | 南港展覽館   | Nangang             | 78                                 | n/a                        | 4 juillet 2009   | Changement pour la ligne Bannan           |

## Matériel roulant
| Numéros | Composition | Modèle          | Mise en service | Retrait | Particularités                  |
| ------- | ----------- | --------------- | --------------- | ------- | ------------------------------- |
| 01-51   | Bi-caisse   | VAL 256         | 1990-1993       | -       | Exploitation en unité multiple. |
| 101-201 | Bi-caisse   | Innovia APM 256 | 2009            | -       | Exploitation en unité multiple. |